# Carafe

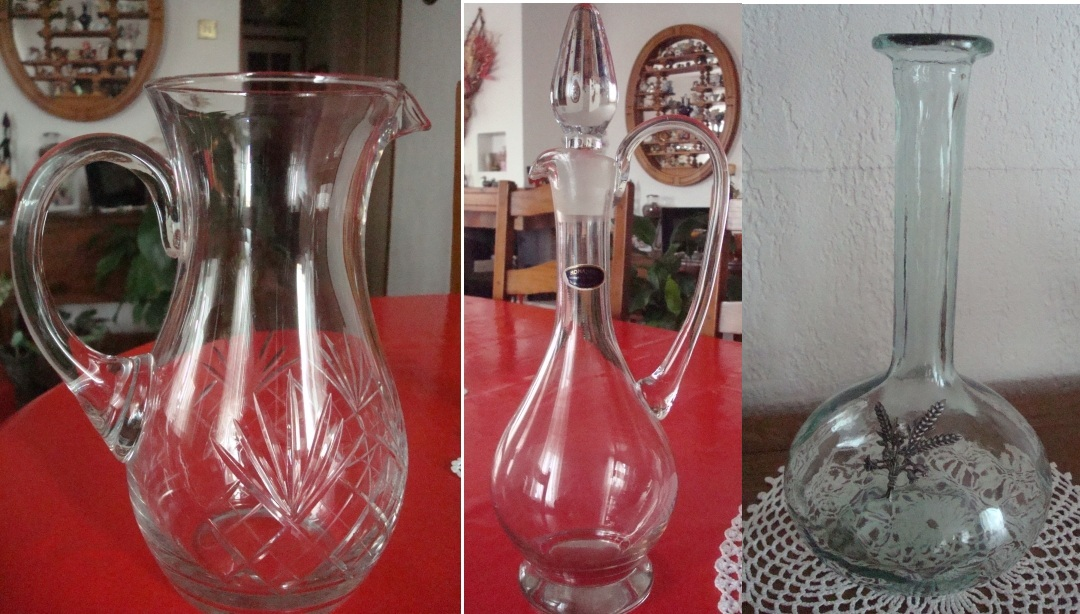
Série de carafes de verre

Une carafe est un récipient de table, en verre ou en cristal, voire en plastique permettant le service des alcools forts, des grands vins (carafe à vin), de la gentiane (carafe à gentiane), de l'eau (carafe d'eau), ou du café.

## Étymologie
L'origine du mot carafe remonte au XVIe siècle. Il vient de l'italien caraffa, emprunté à l'arabe gharraf (« pot à boire ») par l’intermédiaire de l'espagnol garrafa.

## Carafe à vin

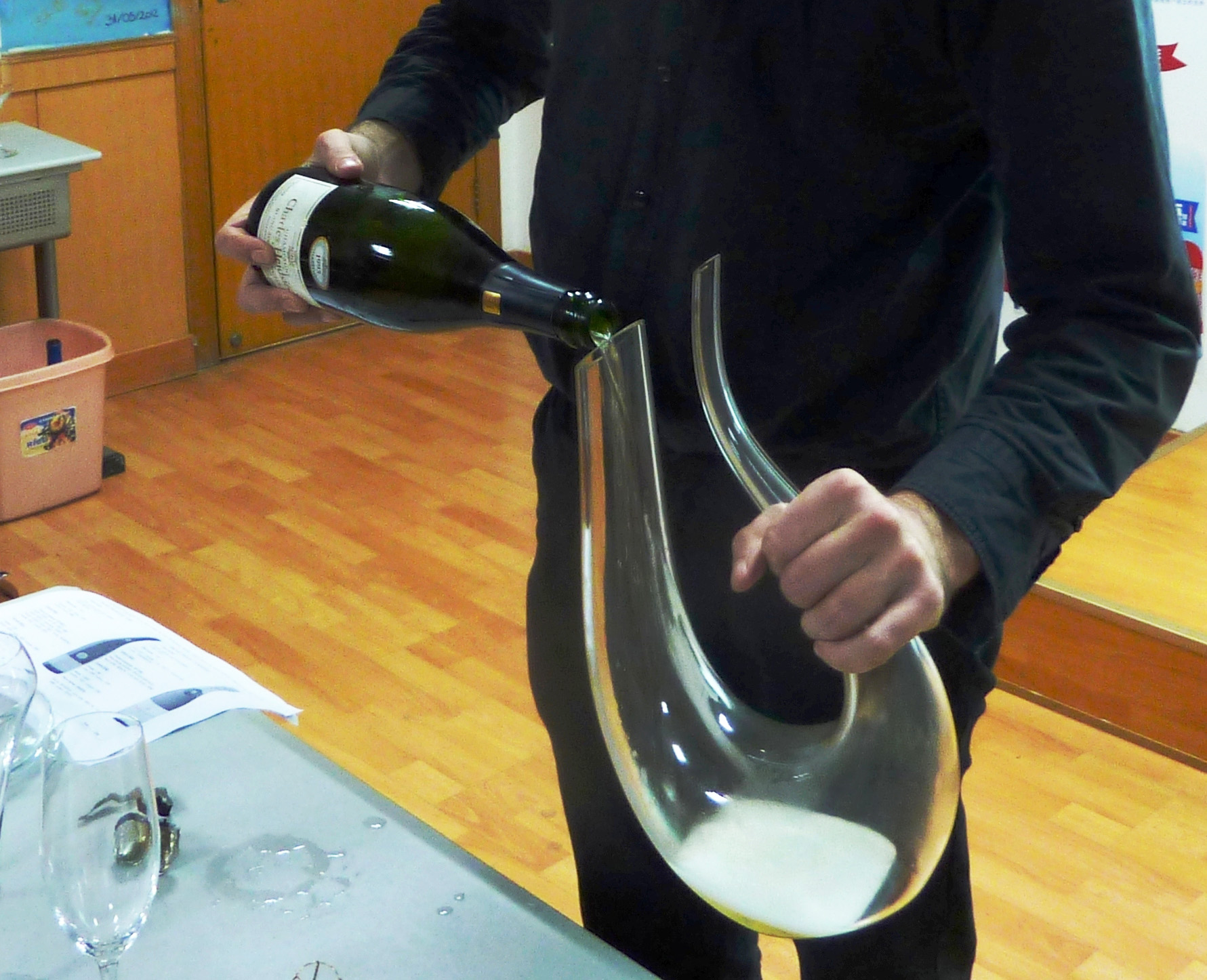
Carafage du champagne

La carafe à vin peut être utilisée pour :
- décanter un vin présentant des dépôts en fond de bouteille (on parle alors de décanteur) ;
- faciliter l'aération de certains vins jeunes, ce qui est favorable au développement des arômes aériens et à l'assouplissement des tanins.

Une carafe a un corps pansu surmonté d'un long col étroit permettant sa préhension. Elle peut être obturée par un bouchon généralement du même matériau que la carafe.
On utilise également des carafes à col évasé (sans bouchon) pour le service de l'eau à table. Une petite carafe de ce type est appelée un « carafon ». Un carafon peut être un emballage original pour certains vins. Il est alors vendu avec un opercule en aluminium à la façon des bouteilles de lait.

### Usage

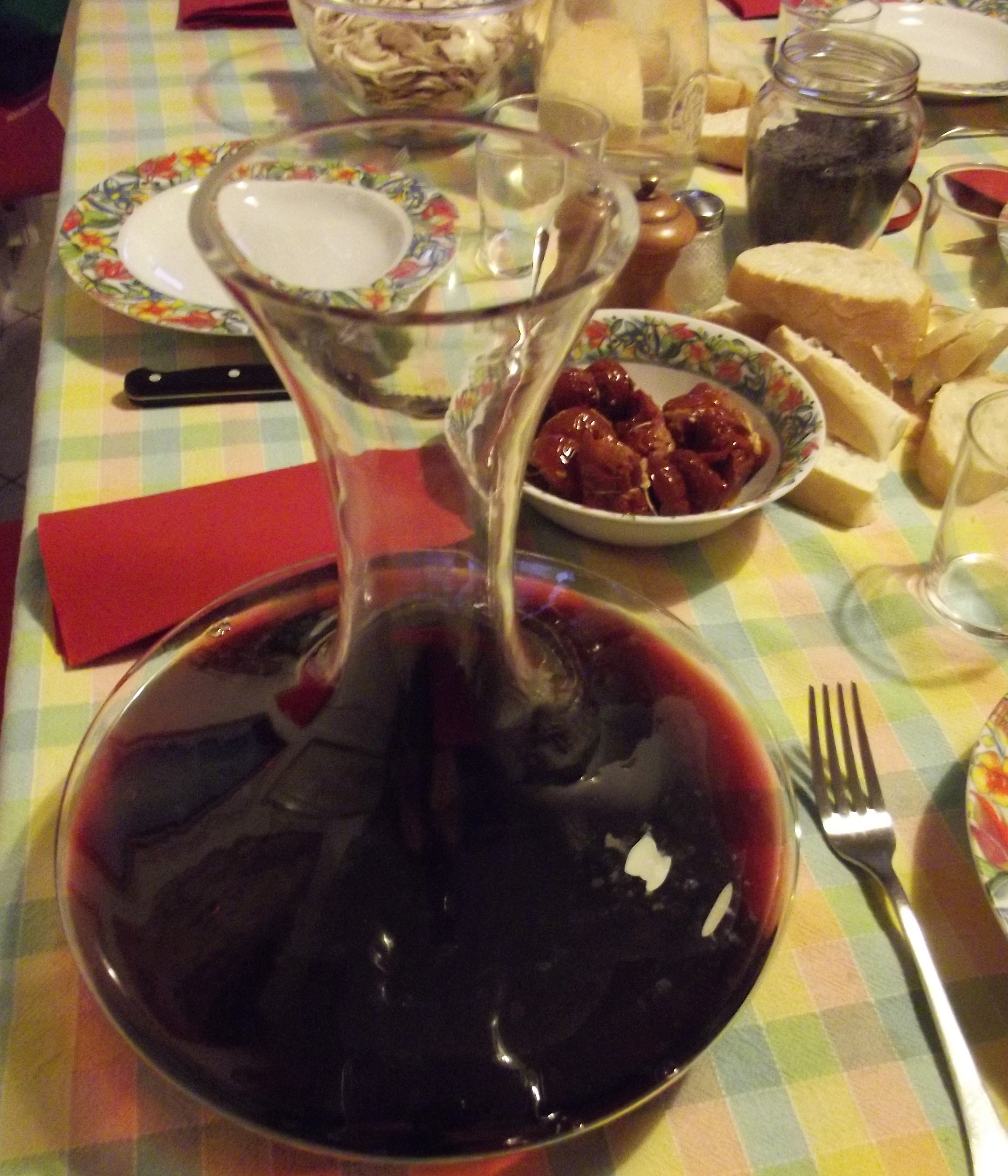
Carafe à décanter pour un vin rouge.

Les vins vieux, dont la robe devient tuilée, ont en général une structure trop faible pour être carafés durablement. On les laisse décanter dans leur bouteille redressée à la verticale pendant plusieurs heures et que l'on débouche peu avant la dégustation.
Au contraire, un passage en carafe d'une heure ou deux sera bénéfique à certains vins jeunes ou à un vin de garde en pleine maturité. En augmentant de manière significative la surface de contact avec l'air, le passage en carafe permettra une certaine oxydation et l'élimination de certains volatils indésirables (soufre, acidité volatile…) et le développement d'arômes plus complexes (au détriment des plus volatils).
Transférer un vin de sa bouteille à la carafe se fait avec doigté, sans la moindre éclaboussure. Il faut tenir la bouteille et la carafe presque l'une en face de l'autre afin que le vin glisse d'une paroi à l'autre sans trouble. En disposant une bougie (ou tout autre source lumineuse) en arrière-plan, on peut suivre la progression des dépôts qu'on s'efforce de laisser dans la bouteille.

## Carafe d'eau
Les carafes filtrantes sont utilisées pour filtrer l'eau du robinet.

## Expression
Le terme « être en carafe » s'utilise pour un appareil hors d'usage. Il est également employé dans le monde de l'entreprise lorsqu'un service en sous-effectif est en surcroit d'activité, ou lorsqu'un logiciel douteux ou un périphérique informatique est à l'origine d'une panne. La solution consiste assez souvent à dégager vers un autre centre qui soit moins à la ramasse, sous réserve d'approbation d'un R.A.F. ou P.O.P.
Cette expression est couramment utilisée dans le milieu de la production sonore.

## Risques pour la santé associé aux carafes de cristal

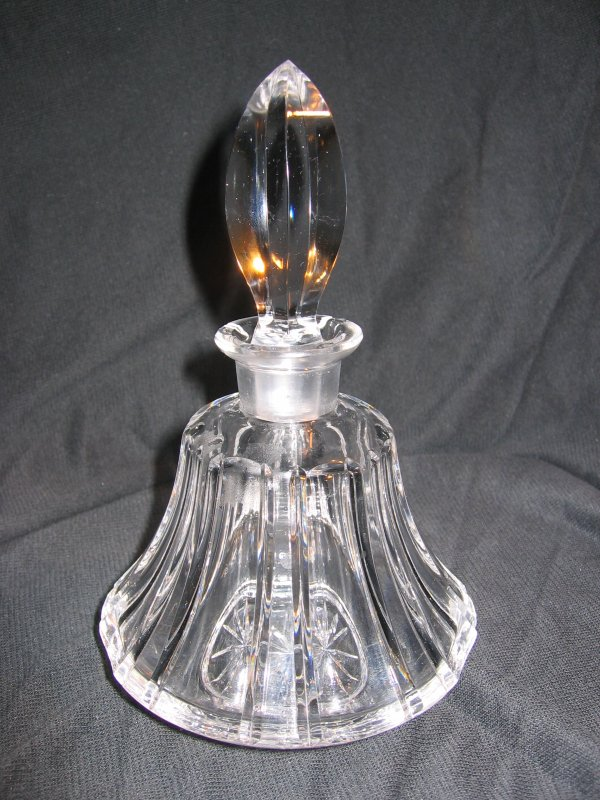
Une carafe en cristal neuve ou ayant peu servi peut contaminer par du plomb les alcools et tout liquide acide qui y seraient stockés, même en heures et assez pour atteindre un seuil de toxicité (saturnisme). Les alcools forts, les vins, mais aussi les sodas, le vinaigre ou les jus de fruit peuvent absorber des doses importantes de plomb à partir du cristal.

Le plomb est un métal lourd neurotoxique. Il est toxique à très faible dose. Or, divers contenants en cristal peuvent en relarguer des quantités significatives dans les aliments et boissons,. Le cristal contient au moins 24 % de PbO (oxyde de plomb) et parfois beaucoup plus. Les produits alcoolisés et tout liquide naturellement acide solubilisent du plomb dans le cristal jusqu'à désaturation du verre à l'interface solide/liquide ,,,,. Une étude publiée en 2004 a montré que dans une carafe utilisée pour décanter le vin, après deux jours seulement, le taux de plomb du vin était de 89 μg/L (microgramme par litre), passant à 2 000 à 5 000 μg/L, quatre mois après. Du vin blanc placé dans une carafe de cristal a doublé sa teneur en plomb en une heure de stockage et l'a triplé en quatre heures. Des brandys stockés durant plus de cinq ans dans des carafes en cristal contenaient jusqu'à 20 000 μg de plomb par litre d'alcool,, à comparer à la norme eau potable qui est de 15 µg/Litre aux États-Unis et de 10 μg/L en France.
De plus, le vin lui-même peut parfois avoir déjà été significativement contaminé par du plomb lors de la maturation du raisin (via des aérosols en contenant, par exemple près des routes quand les voitures roulaient à l'essence plombée ou près d'installations industrielles telles que les hauts-fourneaux de Braubach ; « Les vins de Braubach de millésimes 1972-1979 sont chargés de 0,07 à 2,94 mg/L, (moyenne de 0,047 mg/L) de plomb »), ou durant le processus de fabrication du vin (la contamination naturelle du raisin serait selon les œnologues Eschnauer & Scollary (1996) de 0,01  à   0,03 mg/L).

### Cas des carafes de cristal utilisées comme « décanteurs »
Il a été montré (en 1994 avec du sherry comme boisson alcoolisée) que les carafes (décanteurs) anciennes relarguent (après deux mois de stockage dans le cas de cette expérience) beaucoup moins de plomb que les carafes récentes. 
Le taux de plomb du sherry grimpait à 50 et 163 µg de plomb par litre de sherry dans des décanteurs déjà régulièrement utilisés respectivement durant 20 ans et 10 ans), alors qu'il montait à 1 410 µg dans un décanteur de cristal neuf (à comparer à la norme préconisée par la Société des alcools du Québec (SAQ) à ne pas dépasser : 200 µg/L (0,2 ppm) ou à la norme à ne pas dépasser en France dans l'eau de boisson : 10 ug/L). Après un second et troisième usage similaire (deux mois de stockage) le même décanteur produisait un sherry contenant 330 puis 150 μg de plomb par litre (taux cohérents avec ce qu'on sait de la lixiviation du plomb en chimie des céramiques, qui « prédit que la lixiviation du Pb à partir du cristal est auto-limitante en fonction de l'éloignement de l'interface cristal-liquide ». Les décanteurs en cristal sont donc d'autant moins nocifs qu'ils sont utilisés de manière répétée depuis longtemps.